# Basidoni, Parasgad
Basidoni là một làng thuộc tehsil Parasgad, huyện Belgaum, bang Karnataka, Ấn Độ.